# ビバーク

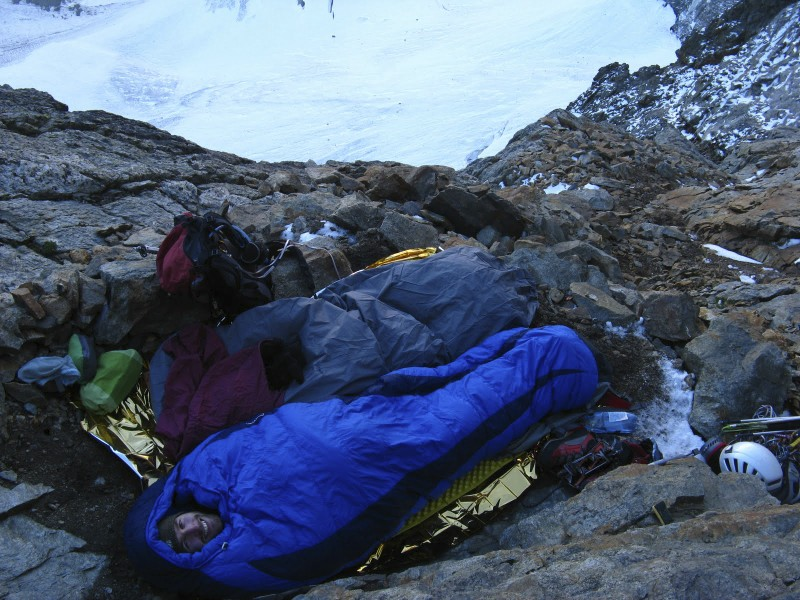
岩陰でビバークする登山者

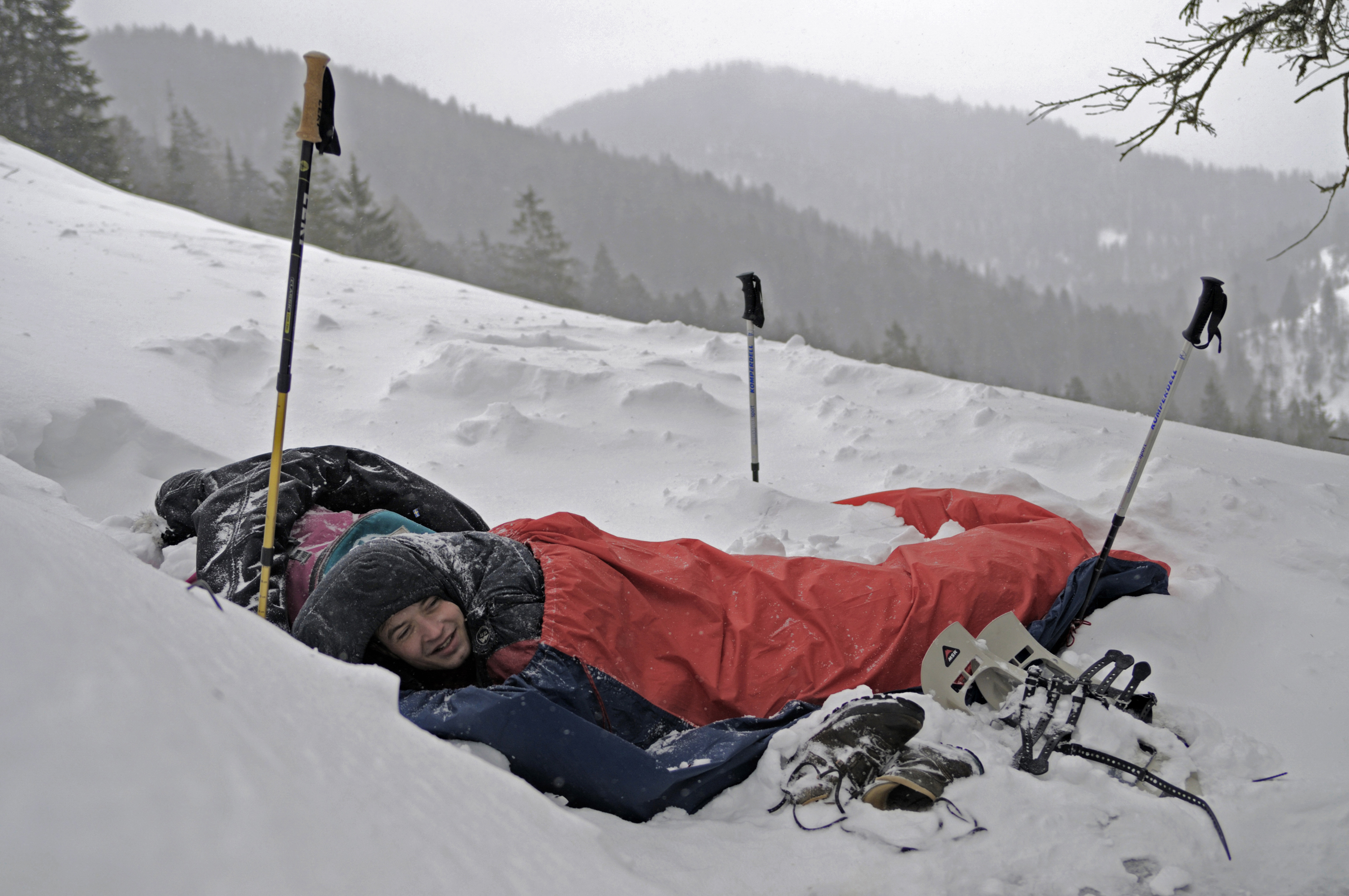
雪山で行うビバーク

ビバーク（独: Biwak、英・仏:bivouac）とは、登山や探検などにおいて、しっかりしたテントを用いず露営すること（なかば外気にさらされるような状態で休息をとり、泊まること）を指す用語。

## 概説
ビバークには２種類あり、あらかじめビバークすることを予定しておいて行うものと、予期しない状態に陥り緊急避難として行われるビバークがある。
フォアキャスト・ビバーク
あらかじめビバークする予定でおこなうビバークを「フォアキャスト・ビバーク(フォーカスト・ビバーク)」 （forecast bivouac） という。こちらは漢字で書く場合は単に露営と書く。たとえばあらかじめ山の気温が十分に高く天気も良いと天気予報で分かっていて、たとえば数時間程度の仮眠をとるつもりの場合などはわざわざテントを組立てるなどという手間のかかることは省略して、天気がよければマットレスとシュラフだけを地面に置いて睡眠（仮眠）をとるビバークを計画に組み入れることがある。こちらのビバークは意図的に行うものであり、経験が豊かな人が登山や探検を自在に楽しむ手段としてのビバークである。こちらは心穏やかに行えるビバークである。たとえば富士山の山小屋に併設された「テント張り場」などでも、ベテランの登山者はしばしばテントも張らずビバークを行って、パラパラと小雨が降っても（テントも持っているのにそれも出さず）雨水よけはシュラフカバーだけで済ませて睡眠をとり、数時間程度で睡眠は切り上げ、夜明け前に登山を再開するなどという行動パターンがある。
フォースト・ビバーク
後者の、予定通り行動できず思いがけない場所で一夜を明かす羽目に陥ることを「フォースト・ビバーク」 （forced bivouac） という（意味としては「強制されたビバーク」「しかたなくするビバーク」）。フォースト・ビバークのほうは漢字では不時露営や不時泊などと書く。
フォースト・ビバークをしている状況は切実である。フォーストビバークに陥るような状況は、そもそも予定通りにものごとが進んでおらず、たとえば悪天候で進めなくなったとかチームの誰かが怪我をして進めなくなり予定の山小屋までたどり着けなくなったとか、かなり危機的な状況に陥っていることが多い。山小屋で泊まる計画を立てた人は、しばしばテントも持っておらず、それどころかビバークに必要な最低限の道具（シュラフ）すらも持っていない状態でフォースト・ビバークに追い込まれる、などということが起きる。
テント縦走であれば荷物にテントが入っているし、いざという時のためにツェルトを持っていればそれを使えば良いが、持っていない場合には雨具、傘、ビニールシートなど持っているものを活用してより快適な一夜を過ごす工夫をするしかない。他にも、岩陰に身体を入れるという方法もある。（ベテラン登山者が雪山登山を行っている場合などでは）雪が多い時期ならば雪洞を掘りそこに入るということもある。
荒天時、風雨や雪が激しく体感気温が低い時に行うビバークは過酷である。荒天時に稚拙なやり方でビバークを行うと、寒すぎて震え続けて睡眠もとれず、翌朝には歩く体力が残っておらず生きて帰れないなどということも起きる。
山での遭難死を扱った本やテレビドラマでしばしば登場するのは、後者のフォースト・ビバークのほうである。なので登山経験の無い人や登山初心者にはこちらが印象に残りやすいが、一方、実際には、手慣れたベテラン登山者は前者のフォアキャスト・ビバークのほうも登山計画をうまく組立てるための手段としてしばしば行っており、フォアキャストビバークのほうは、楽しい登山風景のひとつであり、遭難本では登場しないので初心者の印象には残りにくい。